# Carin Koch
Carin Koch, née le 23 février 1971 à Kungalv, est une golfeuse suédoise.

## Distinctions personnelles
- Élue joueuse la plus sexy de la LPGA en 2002